# Peter Francis Crinnon

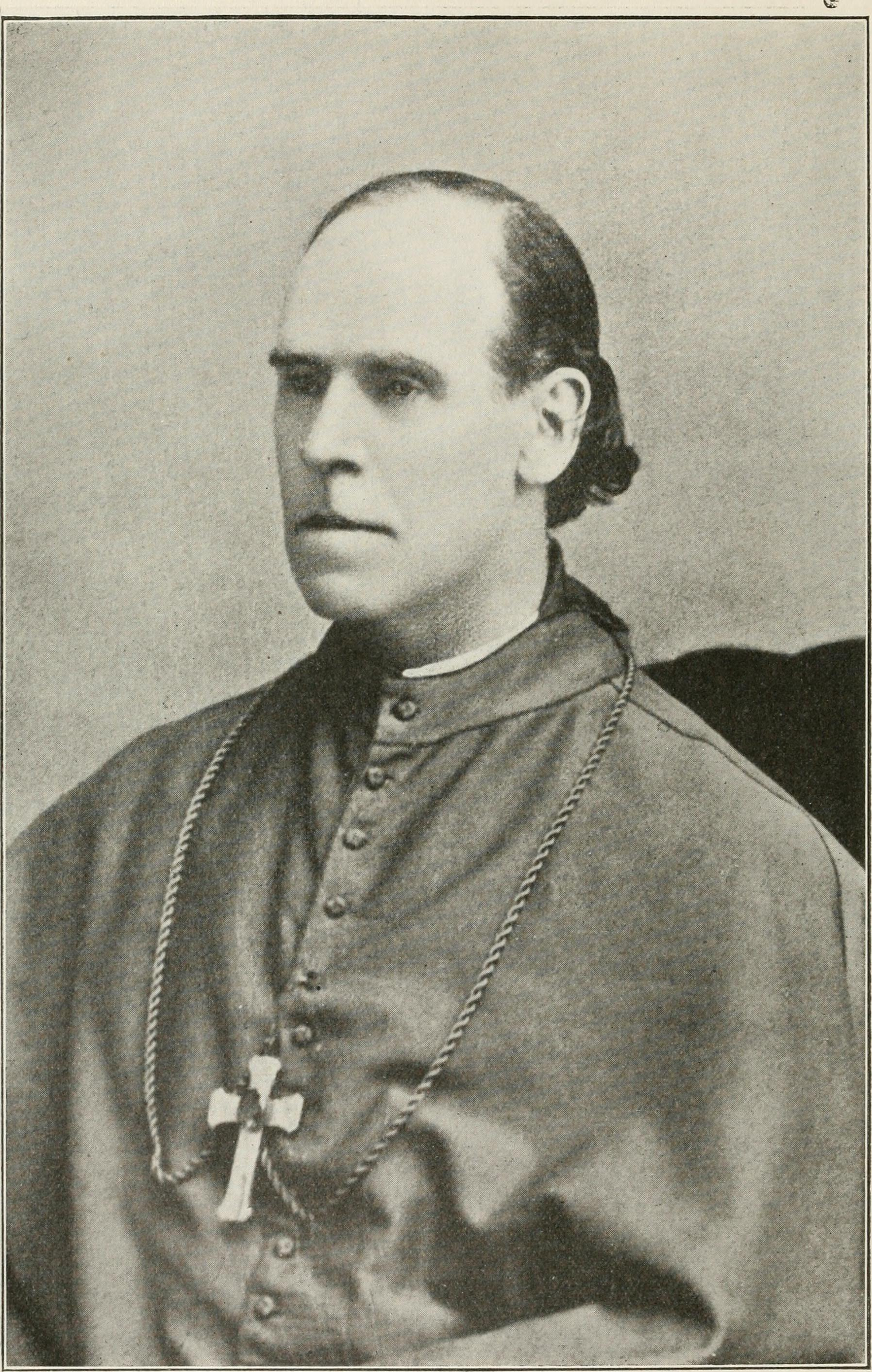
Bischof Peter Francis Crinnon

Peter Francis Crinnon (* 1818 im County Louth, Irland; † 25. November 1882 in Jacksonville, Florida) war ein kanadischer römisch-katholischer Geistlicher und Bischof von Hamilton in Ontario.

## Leben
Peter F. Crinnon stammte aus Irland und kam 1850 nach Kanada. Er wirkte zunächst im Bistum London (Ontario) und empfing am 23. September 1854 die Priesterweihe für das Bistum Toronto. Danach war er sechzehn Jahre lang Seelsorger in Stratford.
Am 3. Februar 1874 ernannte Papst Pius IX. ihn zum Bischof von Hamilton. Die Bischofsweihe spendete ihm am 19. April desselben Jahres in der Kirche von Stratford der Erzbischof von Toronto John Joseph Lynch; Mitkonsekratoren waren Edward John Horan, Bischof von Kingston, und John Walsh, Bischof von London in Ontario.
In seiner Amtszeit begründete Bischof Crinnon acht neue Pfarreien und sorgte für den Neubau von vierzehn Kirchengebäuden, von denen sechs als Ersatz für zu klein gewordene Gebäude erbaut wurden. Zudem wurden mehrere neue Schulen errichtet und das St. Jerome’s College in Waterloo wurde vergrößert. Er bemühte sich auch um Priesternachwuchs für die ausgedehnte Diözese, dazu kehrte er in seine Heimat Irland zurück und überzeugte etwa zwanzig Priesteramtsanwärte, nach Kananda auszuwandern und dort ihre Ausbildung fortzusetzen. Viele dieser jungen Männer wurden später zum Dienst in der Diözese Hamilton geweiht.
Bischof Crinnons Gesundheit war während seiner gesamten Amtszeit als Bischof angegriffen, und so reiste er im November 1882 nach Florida in der Hoffnung, dort Besserung zu erfahren. Er starb jedoch bei einem Aufenthalt in Jacksonville. Sein Leichnam wurde in der seinerzeitigen Kathedralkirche von Hamilton, der St Mary’s Church, neben dem seines Vorgängers beigesetzt.